# Tragia brouniana
Tragia brouniana là một loài thực vật có hoa trong họ Đại kích. Loài này được Prain miêu tả khoa học đầu tiên năm 1909.